# Taguá (mascota)
Taguá fue la mascota oficial de la Copa América 1999 que se disputó en Paraguay entre el 29 y el 18 de julio de 1999.
Se trata de un ejemplar del mamífero Catagonus wagneri que se lo creyó extinto, comúnmente llamado taguá que le da el nombre a la mascota entre otros muchos nombres comunes, en 1974 se lo encontró vivo en Paraguay y Bolivia.